# Christian Gross
Christian Gross (ur. 14 sierpnia 1954 w Zurychu) – szwajcarski piłkarz, następnie trener piłkarski.Przez 10 lat był trenerem szwajcarskiego FC Basel, z którym zdobył 4 razy mistrzostwo Szwajcarii i 4 puchary Szwajcarii. W sezonie 2011/12 był trenerem BSC Young Boys. Pod koniec 2020 roku objął stanowiska trenera Schalke mając za zadanie wyprowadzić ekipę z Gelsenkirchen z dołka. 28 lutego 2021 Gross został zwolniony z Schalke. Z jedenastu meczów jako trener niemieckiej ekipy wygrał jeden oraz dwa zremisował.